# Economie van Nieuw-Zeeland
Voor de economie van Nieuw-Zeeland is de belangrijkste bron van de inkomsten de export van landbouwproducten, voornamelijk vlees, zuivel en wol. Het land telt ongeveer 31 miljoen schapen  en is het derde wolproducerende en tweede wolexporterende land in de wereld. Kiwi's, passievruchten, appels en peren zijn wereldwijd populaire exportproducten. Naast de landbouw is bosbouw de tweede belangrijkste industrie.
De Nieuw-Zeelandse overheid probeert uitbreiding en ontwikkeling van industrie te bewerkstelligen om de economie stabieler te maken. Het ontbreekt Nieuw-Zeeland echter aan een afzetgebied.
Toerisme wordt een steeds belangrijkere pijler van de economie en maakt een stormachtige ontwikkeling door.
Landen: Australië · Fiji · Kiribati · Marshalleilanden · Micronesia · Nauru · Nieuw-Zeeland · Palau · Papoea-Nieuw-Guinea · Salomonseilanden · Samoa · Tonga · Tuvalu · Vanuatu

Afhankelijke territoria: Amerikaans-Samoa · Cookeilanden · Guam · Nieuw-Caledonië · Niue · Noordelijke Marianen · Norfolk · Pitcairneilanden · Tokelau · Wallis en Futuna